# Dione (mytologi)
 For alternative betydninger, se Dione. (Se også artikler, som begynder med Dione)
Dione er en gudinde i den græske mytologi, der fortrinsvis dyrkedes ved oraklet i Dodone som Zeus' hustru, en rolle der normalt tilfaldt gudinden Hera. Hun optræder i de græske tekster med vidt forskellige myter. Således nævner Apollodoros hende som den 13. titan, mens Hesiod opremser hende blandt okeaniderne i Theogonien. 
Mest omtale får hun i Iliaden hvor Homer gør hende til Afrodites mor.
Men Aphrodite sig kastede ned i sin Moder Diones
Skjød, og kjærlig i Favn hun greb sin elskede Datter,
Klappede hende med Haand, tog Ordet og talte saalunde:
Hvad for en Gud har gjort dig Fortræd, min elskede Datter!
Uden at blues, som havde du aabenbart øvet en Udaad?
Fra Christian Wilsters oversættelse af Iliaden, femte sang, 370-374
Andetsteds ses Dione også som Atlas' datter og med Tantalos mor til, Pelops, Niobe og Broteas.
| Religion | Spire Denne religionsartikel er en spire som bør udbygges. Du er velkommen til at hjælpe Wikipedia ved at udvide den. |